# Mihael Frankovitsch
Mihael Frankovitsch, ljubljanski župan v 16. stoletju. 
Frankovitsch je bil trgovec, svetnik, sodnik, krznar in je nekaj časa vodil ljubljanski krznarski ceh. V Ljubljani je županoval v letu 1555.